# Qubaysiyyat
Die Qubaysiyyāt (arabisch القبيسيات) sind eine religiös-traditionalistische Frauenbewegung aus Damaskus, Syrien. Die Qubaysiyyāt bieten Frauen die Möglichkeit, sich religiös weiterzubilden, indem sie Lehrerinnen und weibliche religiöse Gelehrte mit gleichwertig guter Ausbildung wie männliche Gelehrte zur Verfügung stellen.
Seit einigen Jahren publizieren Mitglieder der Qubaysiyyāt zu verschiedenen Themen der Islamwissenschaften (Koranwissenschaft, Sīra-, Fiqh-, Hadīth-Wissenschaften und weitere) und tragen somit zur Erweiterung der Landschaft an Publikationen um weibliche Gelehrtenstimmen bei.
Ihre Publikationen haben es den Qubaysiyyāt auch ermöglicht, ein breites internationales Publikum anzusprechen. Es gibt unter anderem Ableger der Bewegung in Indonesien, Malaysia, den USA, Kanada und Großbritannien.

## Entstehung
Die Qubaysiyyāt entstanden um ihre Gründerin Munīra al-Qubaisī bereits in den 1980er Jahren, wobei es kein genaues Gründungsdatum gibt. Al-Qubaisī wehrte sich zunächst gegen den Gebrauch ihres Namens als Gruppenbezeichnung, um ihre Anonymität zu wahren, dennoch gewann der Titel „al-Qubaysiyyāt“ mit der Zeit an Popularität. Die Mitglieder der Bewegung nennen sich untereinander ānisat al-dschamāʿa (arabisch für „Frauen der Gemeinde“).
Munīra al-Qubaisī traf sich lange Zeit, vermutlich bis in die 90er/2000er Jahre, mit ihren Schülerinnen in privaten Lern- und Studierzirkeln. Als Räumlichkeiten dienten und dienen bis heute bevorzugt die Privaträume von Mitgliedern.

## Aufstieg der Bewegung
Munīra al-Qubaisī pflegte von Beginn an gute Beziehungen zu den religiösen Autoritäten Ahmad Kuftārū und Muhammad Saʿīd Ramadān al-Būtī. Außerdem soll sie engen Kontakt zu Badr ad-Din al-Hasani und Schaik ʿAbd al-Karim ar-Rifaʿi gehabt haben. Vor allem der gute Kontakt von Ahmad Kuftārū zur syrischen Politik half ihr, ihre Bewegung zur Anfangszeit weiter ausbauen zu können.
Dennoch war es seit den 80er Jahren sehr schwierig gewesen als religiöse Bewegung in der Öffentlichkeit wirksam zu werden. Die syrische Regierung hatte vor allem zu den Muslimbrüdern seinerzeit ein sehr schlechtes Verhältnis. Nach einem missglückten Mordanschlag auf den Präsidenten Hāfiz al-Asad (Vater und Vorgänger von Baschār al-Asad) nahm das syrische Militär beim Massaker von Hāma mit 38.000 getöteten Zivilisten Rache. Aus gegebenem Anlass hielten sich die ānisat auch in der Folgezeit sehr bedeckt.
Nach einigen Quellen hatten die Qubaysiyyāt in den letzten Jahren den Vorsitz von 80 privaten madrasat Religionsschulen für Mädchen in Damaskus inne. Dies entspricht der geschätzten Zahl von 75 000 Schülerinnen.

## Munīra al-Qubaisī
Munīra al-Qubaisī (* 1933 in Damaskus, Syrien) war die einzige der Töchter ihrer Familie, die eine weiterführende Schule besuchte und die Universität abschloss. Ihren ersten von vielen Abschlüssen an der Universität Damaskus erhielt sie im Fach Naturwissenschaften. Nach dem ersten Studium unterrichtete sie längere Zeit an staatlichen Schulen in Syrien.
Ihre religiösen Studien in Damaskus begann sie in den 1960er Jahren, nachdem sie nach dem öffentlichen Predigen unbegründet aus dem Schuldienst entlassen wurde. In dieser Zeit kannte sie bereits den Großmufti Ahmad Kuftārū, der in späteren Jahren noch eine wichtige Rolle bei der Entwicklung der Organisation spielen sollte.
An der Universität erwarb sie einen Abschluss in Islamischem Recht und begann darauf ihre Lernzirkel für Frauen aufzubauen.

## Grundgedanke
Die Botschaft der Qubaysiyyāt lässt sich als leicht zugänglich und verständlich beschreiben. Sie ist im Kern unpolitisch und hebt religiöse Spiritualität und soziales Engagement hervor. Die Bewegung fördert ihre Mitglieder sowohl beim Erwerb von religiöser als auch säkularer Bildung, da beides in ihren Augen zum Dienst für Gott und den Mitmenschen beiträgt.
Knapp lässt sich das Ziel der Qubaysiyyāt als „Religiöse Bildung von Frauen für Frauen“ charakterisieren.
Somit versucht die Bewegung religiöse Bildung auf allen Ebenen anzubieten.
Die eigenen Mitglieder steigen durch ständige Weiterbildung immer weiter in der Hierarchie auf. Zuerst steht das komplette Auswendig-Lernen des Korans ḥifdh und die perfekte Rezitation dessen tajwīd an, dann folgen Koranexegese tafsīr, die Beschäftigung mit der Prophetentradition ḥadīth, und -biographie sīra, die Auseinandersetzung mit der islamischen Rechtswissenschaft fiqh, dem islamischen Dogmas ʾaqīda und zuletzt das Erlernen der Etikette und des angemessenen Verhaltens adab.
Im Sinne des sozialen Engagements bietet die Gruppierung zum Beispiel Alphabetisierungskurse für mittellose Frauen an, um bei diesen die erste Grundlage zu schaffen sich später dem religiösen Studium widmen zu können.

## Organisation
Die Mitglieder der Organisation entstammen höheren Damaszener Schichten und werden gezielt angeworben. Sie ist streng hierarchisch aufgebaut, wonach die Gründerin die oberste Instanz ist.
Schülerinnen bilden die unterste Schicht, bis sie auf der nächsten Ebene selbst zu Lehrerinnen und Predigerinnen (shaykas) werden. Jedes Mitglied soll zeitgleich Lernende und Lehrende sein, der Aufstieg innerhalb der Hierarchie ist explizit erwünscht. Es liegen mehrere Stufen zwischen den Anfängern und der Leitungsebene der Gründerin. Der hierarchische Aufbau macht die Organisation der Qubaysiyyāt leicht steuer- und kontrollierbar, was unter anderem zu ihrem Erfolg beigetragen hat.

## Erfolge
Der Erfolg der religiösen Frauenbewegung lässt sich nach Sara Omar, Wissenschaftlerin am Institut der Arabistik/Islamwissenschaft in Harvard, auf mehrere externe und interne Faktoren der Qubaysiyyāt zurückführen. Vorab muss aber auf folgende Hintergrundaspekte verwiesen werden. Damals zur Gründungszeit der Organisation aber auch noch heute kann es für Mädchen in Syrien schwierig sein an einer Universität zu studieren, in der beide Geschlechter unterrichtet werden. Dies gilt sowohl für säkulare als auch religiöse Bildung. Somit hat die Bewegung in Syrien eine Lücke entdeckt, indem sie zum ersten Mal religiöse Bildung von Frauen für Frauen anbot.
Sara Omar nennt in ihrer Publikation zu den Qubaysiyyāt folgende externe Faktoren für den Aufstieg und Erfolg der Bewegung: Einbettung in ein Netzwerk aus religiösen Autoritäten und Politikern, Beliebtheit in der Gesellschaft durch soziales Engagement, auf die syrische Kultur abgestimmte Ideologie, Geschlechtergrenzen werden zum eigenen Vorteil genutzt und die subversive Untergrabung männlicher Autorität in Bezug auf religiöse Bildung.
Als interne Faktoren für Aufstieg und Erfolg benennt Omar die Öffnung des Zugangs für Frauen zu Bildung und die Aufgabe eines individuellen Lebensstils für die ānisa-Gemeinschaft.